# Koenigia
Genre
Koenigia est un genre de plantes à fleurs herbacées annuelles à racine pivotante de la famille des Polygonaceae. Il comprend une trentaine d'espèces réparties dans tout l'hémisphère nord. Koenigia islandica est l'espèce type.

## Description

### Appareil végétatif
Ce sont des herbacées annuelles à racine pivotante. Les tiges décombantes, ascendantes ou dressées, glabres. Les feuilles caulinaires sont alternes ou sub-opposées, pétiolées ; l'ochréa est persistant, chartacé. Le limbe foliaire est spatulé-ovale à orbiculaire, à bords entiers.

### Appareil reproducteur
Les inflorescences sont terminales, en panicule ou en cyme, non pédonculées. Les pédicelles sont absents ou présents. Les fleurs sont bisexuées, de trois à dix par fascicule incréé, les bases non stippelées ; le périanthe est non accrescent, verdâtre, souvent teinté de blanc ou de rose au niveau distal, étroitement campanulé, glabre ou parfois doté de glandes éparses ; les tépales, par trois ou rarement quatre, sont distincts, sépaloïdes, monomorphes ; les étamines sont au nombre de une à cinq, le plus souvent trois ; les filaments sont distincts, libres, glabres ; les anthères sont blanches ou jaunâtres, ovales à elliptiques ; les deux ou trois styles sont dressés, distincts ; les stigmates sont capitonnés. Les fruits sont des akènes inclus ou à peine exsudés, brun clair ou brun à noir, non ailés, irrégulièrement bi-gonoïdes, rarement tri-gonoïdes, glabres. L'embryon des graines est incurvé.

## Liste des espèces
Selon GBIF (3 juin 2021) :
- Koenigia ajanensis (Regel & Tiling)
- Koenigia alaskana (Small) T.M.Schust. & Reveal
- Koenigia alpina (All.) T.M.Schust. & Reveal
- Koenigia amgensis (Michaleva & Perfiljeva)
- Koenigia bargusinensis (Peschkova)
- Koenigia binsarii (Silas & R.D.Gaur) R.D.Gaur
- Koenigia brachytricha (Ohwi)
- Koenigia campanulata (Hook.fil.) T.M.Schust. & Reveal
- Koenigia cathayana (A.J.Li) T.M.Schust. & Reveal
- Koenigia chaneyi (B.Fedtsch.)
- Koenigia chlorochrysea (M.M.Ivanova)
- Koenigia chuanzangensis Z.Z.Zhou & Y.J.Min
- Koenigia coriaria (Grig.) T.M.Schust. & Reveal
- Koenigia cyanandra (Diels) Mesícek & Soják
- Koenigia davisiae (W.H.Brewer ex A.Gray) T.M.Schust. & Reveal
- Koenigia delicatula (Meisn.) Hara
- Koenigia divaricata (L.) T.M.Schust. & Reveal
- Koenigia fertilis Maxim.
- Koenigia forrestii (Diels) Mesícek & Soják
- Koenigia hedbergii Bo Li & W.Du
- Koenigia hissarica (Popov)
- Koenigia hookeri (Meisn.) T.M.Schust. & Reveal
- Koenigia islandica L.
- Koenigia jurii (A.K.Skvortsov) T.M.Schust. & Reveal
- Koenigia kuttiensis (Maiti, R.M.Dutta & Babu)
- Koenigia lichiangensis (W.W.Sm.) T.M.Schust. & Reveal
- Koenigia limosa (Kom.) T.M.Schust. & Reveal
- Koenigia microcarpa (Kitag.)
- Koenigia middendorfii (Kongar)
- Koenigia mollifolia (Kitag.)
- Koenigia mollis (D.Don) T.M.Schust. & Reveal
- Koenigia nepalensis D.Don
- Koenigia nummularifolia (Meisn.) Mesícek & Soják
- Koenigia ocreata (L.) T.M.Schust. & Reveal
- Koenigia panjutinii (Kharkev.) T.M.Schust. & Reveal
- Koenigia phytolaccifolia (Meisn. ex Small) T.M.Schust. & Reveal
- Koenigia pilosa Maxim.
- Koenigia platyphylla (Kitag.)
- Koenigia polystachya (Wall. ex Meisn.) T.M.Schust. & Reveal
- Koenigia pseudoajanensis (Barkalov & Vyschin)
- Koenigia relicta (Kom.) T.M.Schust. & Reveal
- Koenigia rhombitepala (S.P.Hong)
- Koenigia riparia (Georgi)
- Koenigia rumicifolia (Royle ex Bab.) T.M.Schust. & Reveal
- Koenigia sajanensis (Stepanov)
- Koenigia sericea (Pall.)
- Koenigia songarica (Schrenk) T.M.Schust. & Reveal
- Koenigia tortuosa (D.Don) T.M.Schust. & Reveal
- Koenigia tripterocarpa (A.Gray) T.M.Schust. & Reveal
- Koenigia tzvelevii (Barkalov & Vyschin)
- Koenigia valerii (A.K.Skvortsov)
- Koenigia weyrichii (F.Schmidt) T.M.Schust. & Reveal
- Koenigia yatagaiana (Mori) T.C.Hsu & S.W.Chung
- Koenigia zakirovii (Czevr.)
- Koenigia zaravschanica (Zakirov)
- Koenigia ×fennica (Reiersen) T.M.Schust. & Reveal
- Koenigia ×subsericea (Popov)

## Synonymes
Les genres suivants sont synonymes de Koenigia :
- Aconogonon (Meisn.) Rchb.
- Macounastrum Small
- Pleuropteropyrum H.Gross
- Rubrivena M.Král